# Möhren-Haftdolde
Die Möhren-Haftdolde (Caucalis platycarpos), auch Acker-Haftdolde genannt, ist eine Pflanzenart aus der Gattung Haftdolden (Caucalis) innerhalb der Familie der Doldenblütler (Apiaceae).

## Beschreibung

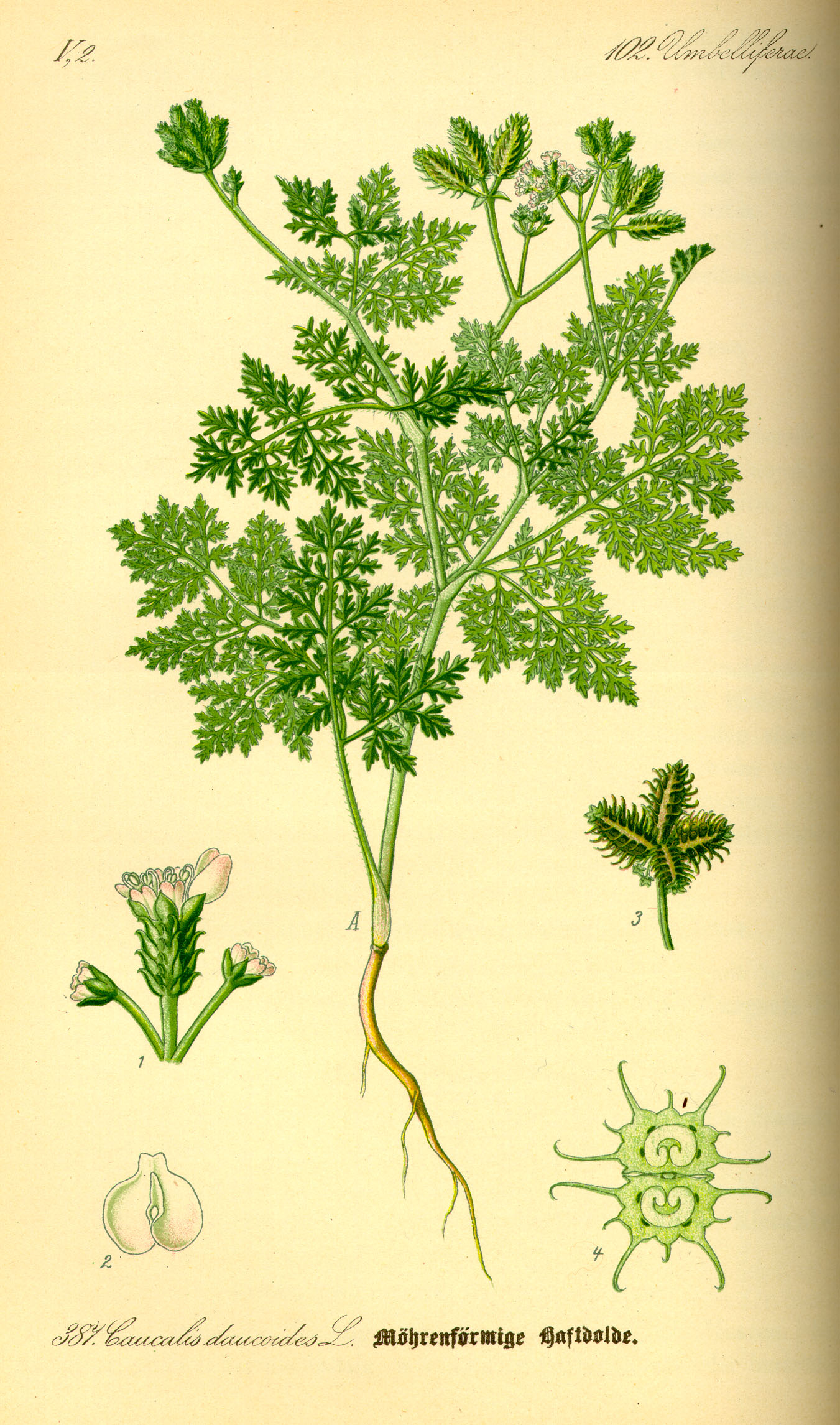
Illustration

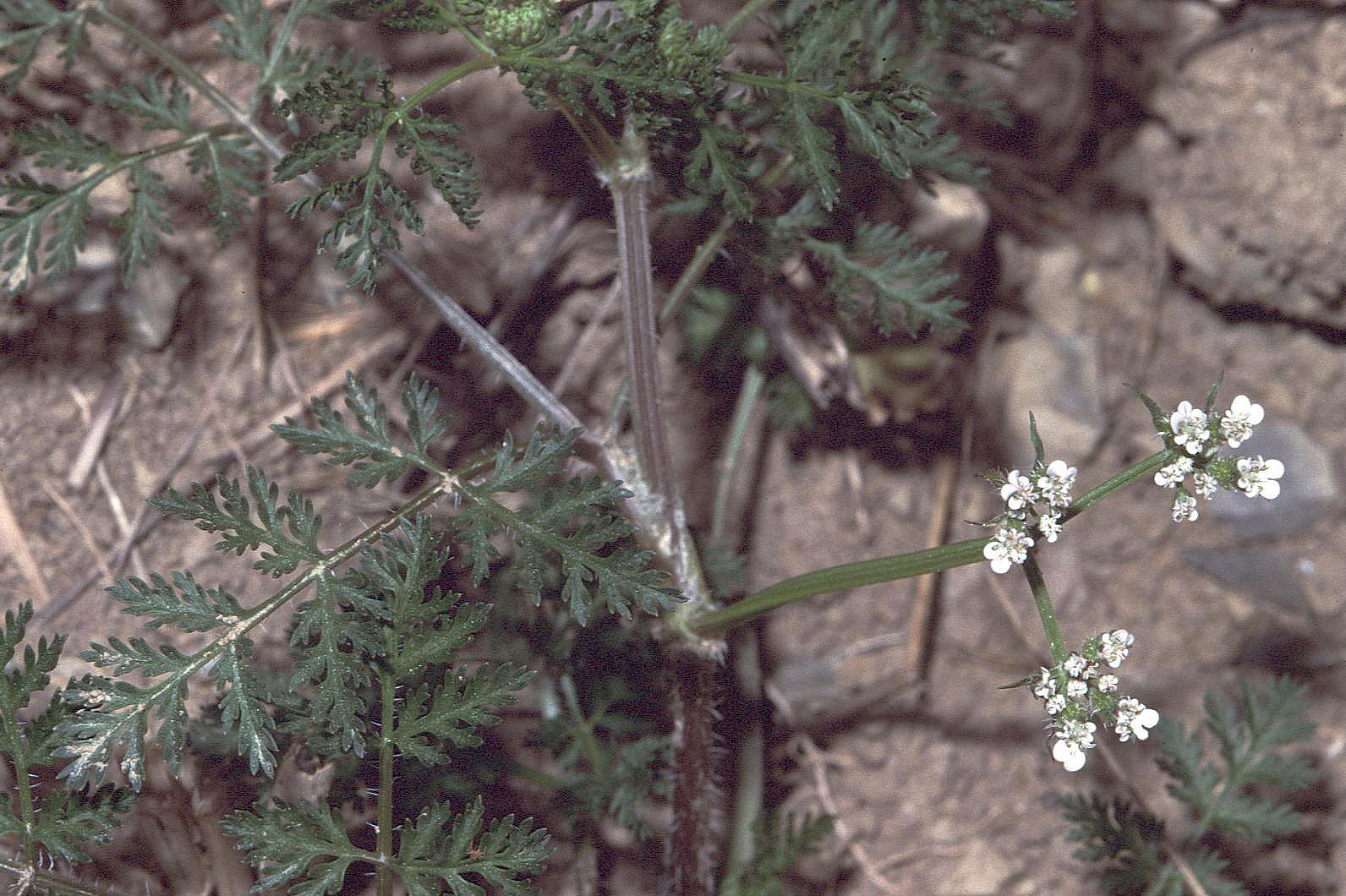
Stängel, Laubblätter und Blütenstand

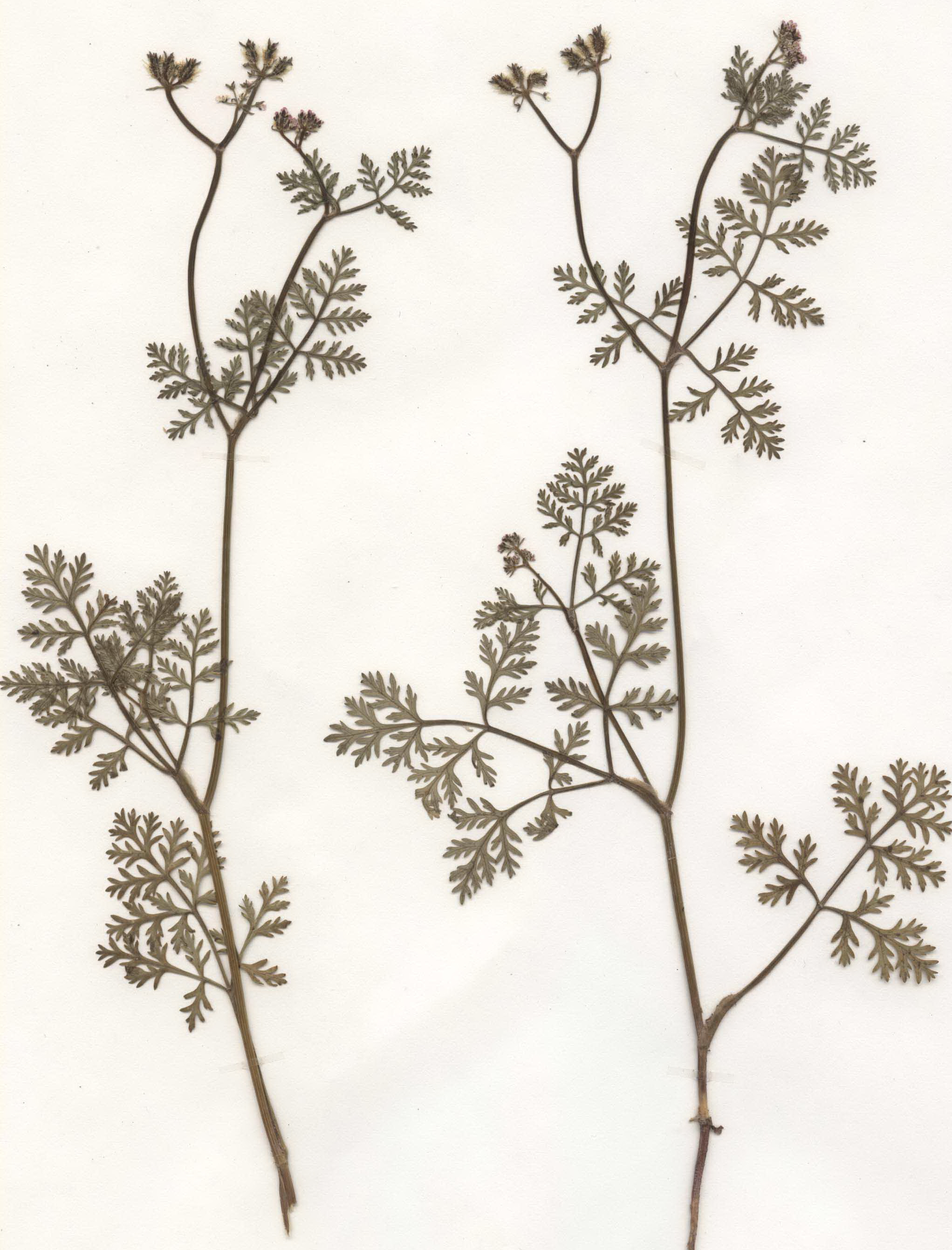
Herbarbeleg (bitte keine Pflanzenteile aus Naturbeständen entnehmen)

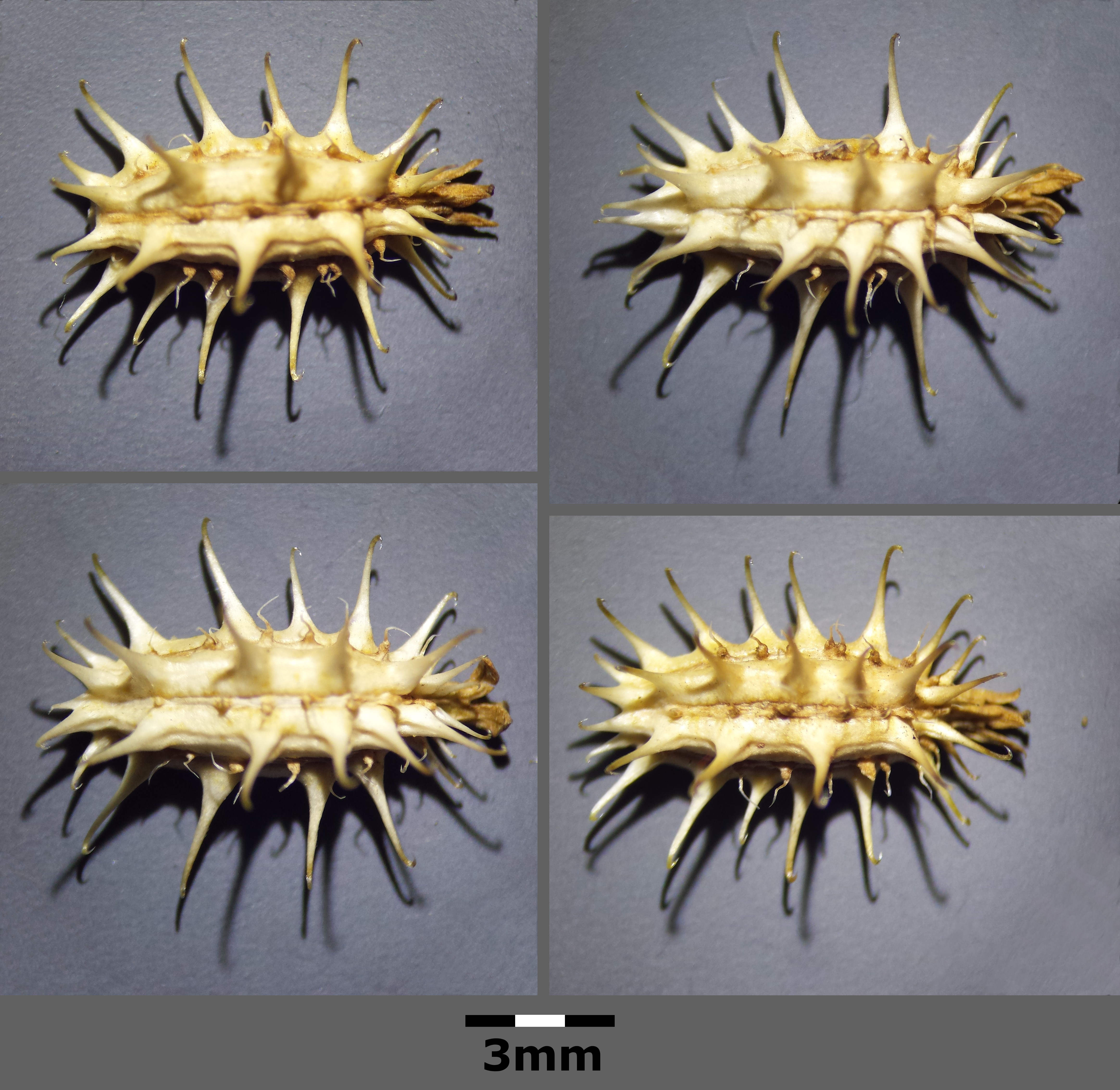
Die Früchte weisen Stacheln auf.

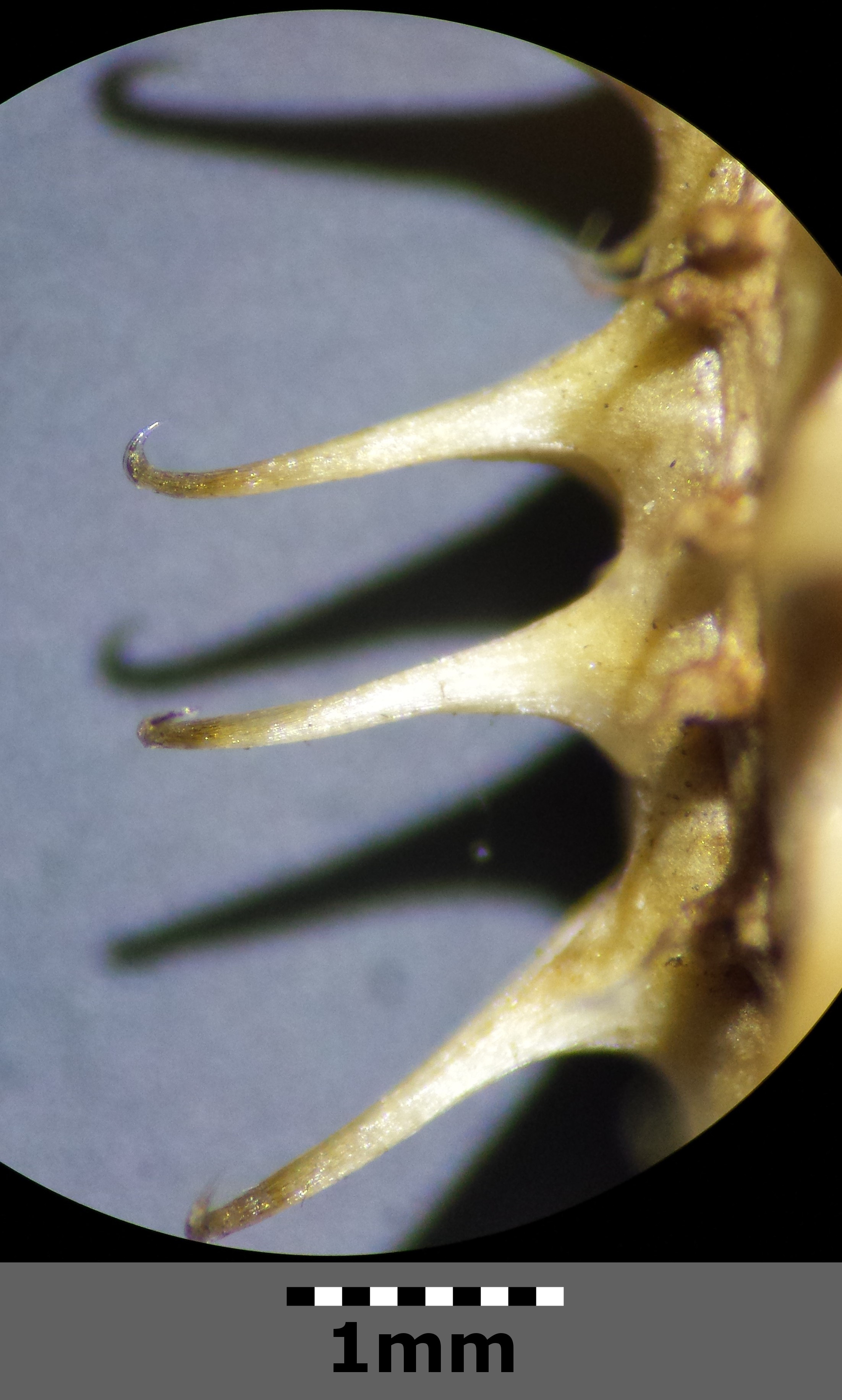
Die Stacheln besitzen am Ende einen Widerhaken.

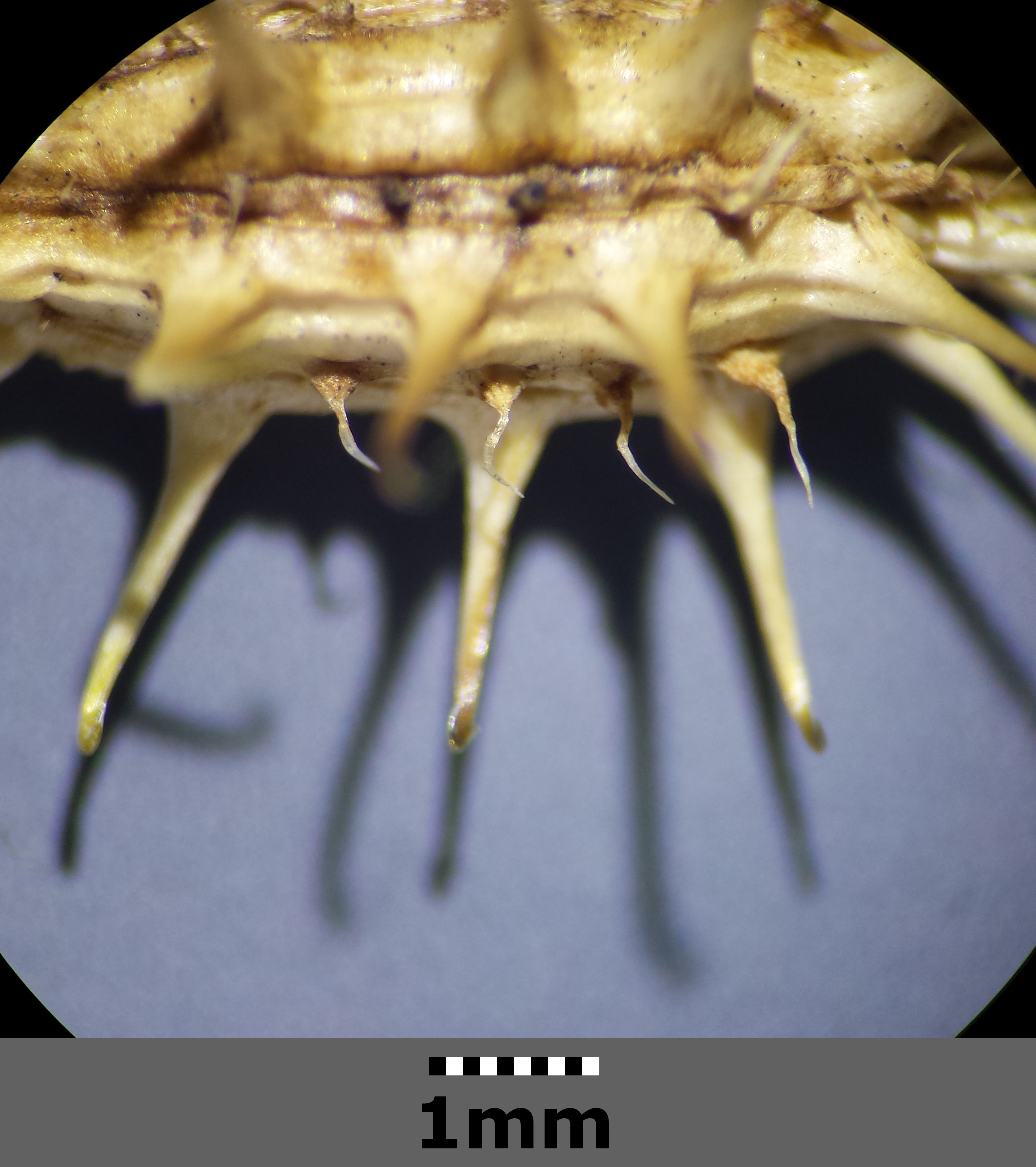
Zwischen den Reihen mit Stacheln befinden sich Borsten, die auf einem Höcker sitzen.

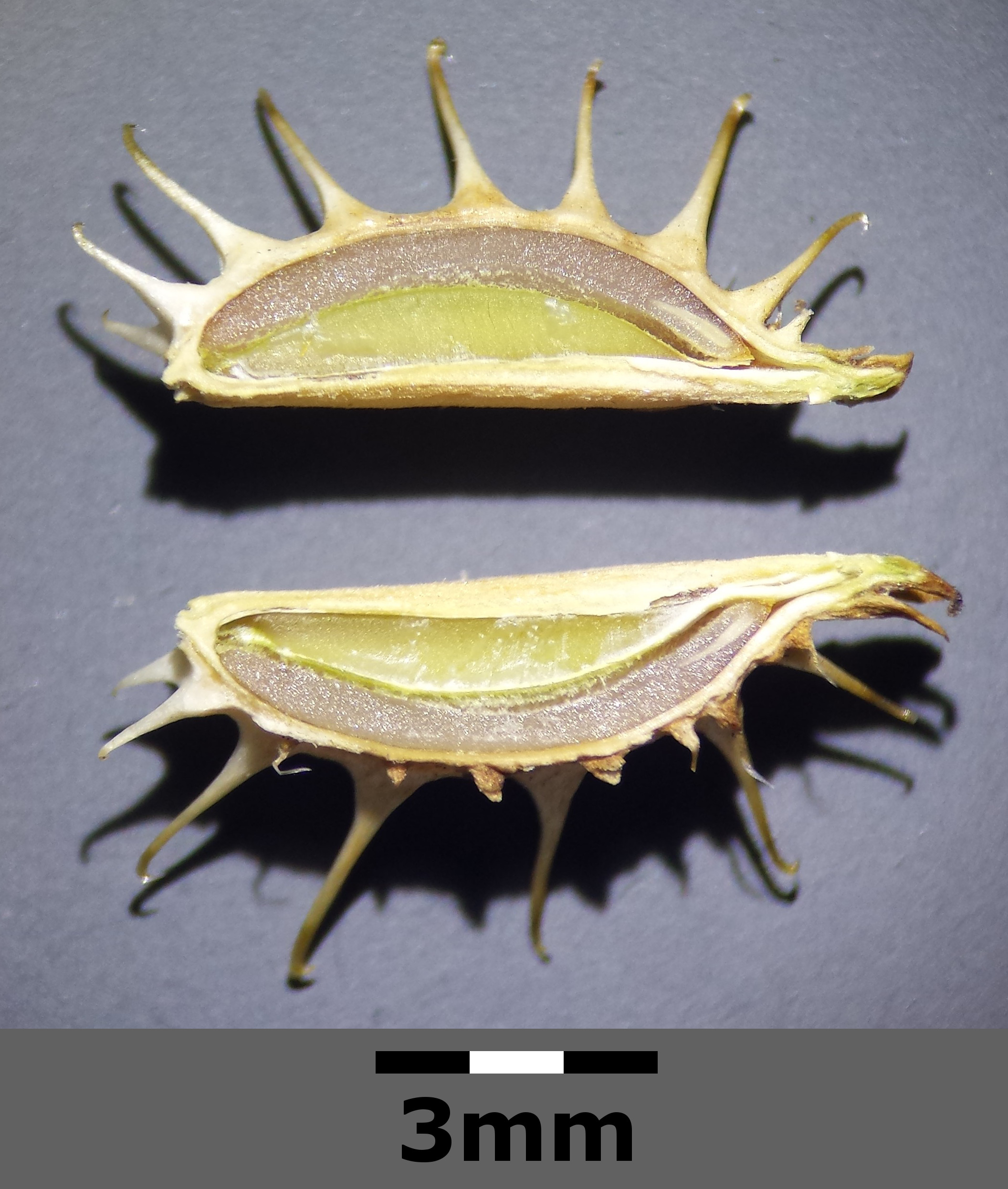
Aufgeschnittene Frucht

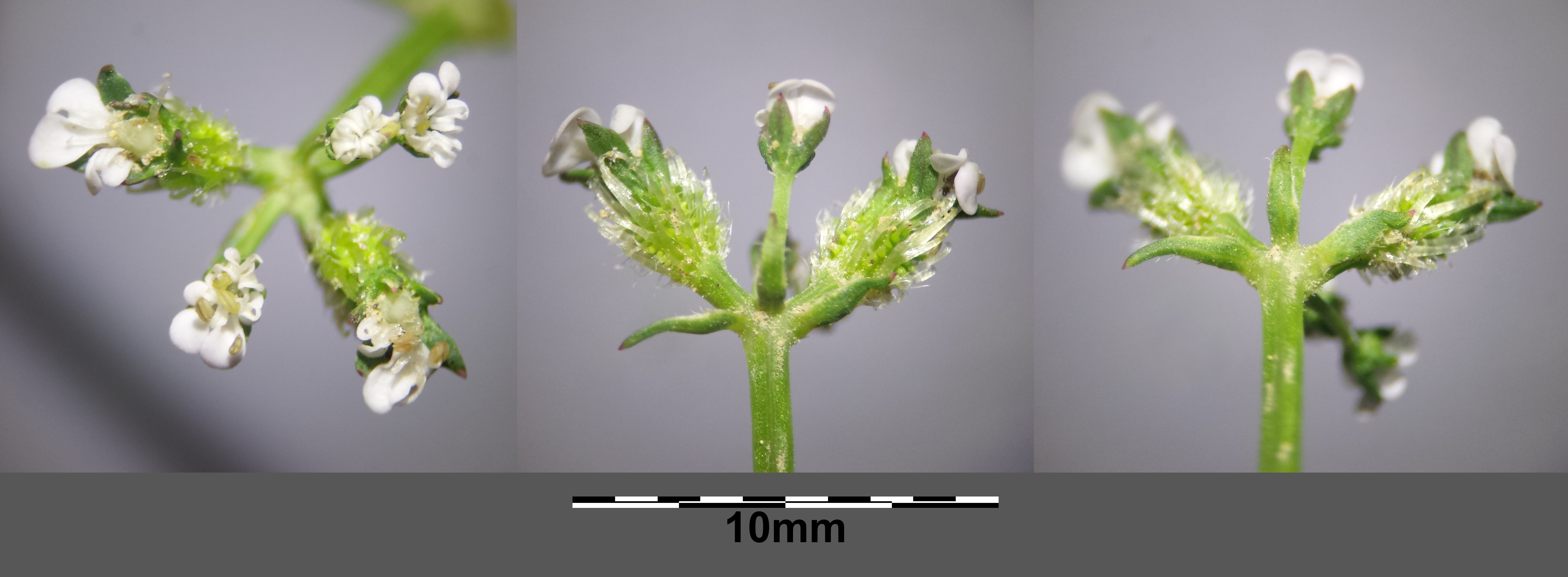
Döldchen

### Vegetative Merkmale
Die Möhren-Haftdolde wächst als sommergrüne, einjährige krautige Pflanze, die Wuchshöhen von 10 bis 30, selten bis zu 40 Zentimetern erreicht. Der Stängel ist sparrig verzweigt, mehr oder weniger grau-grün und zerstreut behaart bis kahl. Die unteren Laubblätter sind kurz gestielt, die oberen auf der Blattscheide sitzend. Oft ist nur die Blattrhachis locker borstig behaart. Die Laubblätter sind zwei- bis dreifach fiederschnittig und besitzen bei einer Länge von 2 bis 4 Millimetern sowie bei einer Breite von etwa 0,5 Millimetern schmale, linealische Endabschnitte.

### Generative Merkmale
Scheinbar blattgegenständig auf einem langen Blütenstandsschaft befindet sich der doppeldoldige Blütenstand. Der doppeldoldige Blütenstand ist zwei- bis drei-, selten bis fünfstrahlig und besitzt keine oder bis zu zwei Hüllblätter. Die Döldchen sind mit drei bis fünf Hüllchenblättern ausgestattet, die kaum hautrandig sind. In den armblütigen Döldchen befinden sich drei kurzgestielte Zwitterblüten und drei langgestielte männliche Blüten. Die weißen bis rosafarbenen Kronblätter sind bis zu 2 Millimeter lang und bis zu 2,5 Millimeter breit und tiel zweilappig ausgerandet.
Die länglichen, etwa 6 bis 13 Millimeter langen Doppelachänen und besitzen bei der Varietät Caucalis platycarpos var. platycarpos 1 bis 2 Millimeter lange, an der Spitze hakig gekrümmte Stacheln. Bei der Varietät Caucalis platycarpos var. muricata sind diese Stacheln kürzer als 1 Millimeter und an der Spitze ohne Widerhaken.

### Chromosomenzahl
Die Chromosomenzahl beträgt 2n = 20.

## Ökologie und Phänologie
Die Blütezeit reicht von Mai bis Juli, vereinzelt bis zum Herbst.
Bei der Möhren-Haftdolde handelt es sich um einen Therophyten.
Neben Insektenbestäubung kommt auch Selbstbestäubung vor.
Die widerhakigen Früchte unterliegen der Klett- und Trittausbreitung. Die starke Bodenhaftung dieser Klettfrüchte kann aber auch ein Hemmnis für ihre Ausbreitung sein.

## Vorkommen und Gefährdung
Das ursprüngliche Verbreitungsgebiet der Möhren-Haftdolde umfasst Portugal, Spanien, Frankreich, Italien, Mitteleuropa, Dänemark, Slowenien, die Balkanhalbinsel, Bulgarien, Rumänien, Estland, Lettland, Moldawien, Slowakei, Ungarn, die Ukraine, die Türkei, Syrien, Zypern, den Libanon, Irak, Iran, Afghanistan, Armenien, Aserbaidschan, Georgien, den Kaukasususraum und Kirgisistan.
In Mitteleuropa ist die Möhren-Haftdolde ein im Gefolge des Menschen eingewanderter Archäophyt und kommt vor allem in den Kalk- und Wärmegebieten vor. In Baden-Württemberg ist sie durch Fossilfunde aus dem 12. Jahrhundert belegt. Vorkommen in Hafen- und Eisenbahnanlagen und bei Getreidesilos deuten auf neuere Einschleppungen hin. Als ursprüngliche Heimat wird der östliche Mittelmeerraum vermutet.
Sie steigt auf der Iberischen Halbinsel bis in eine Höhenlage von 1600 Meter auf.
Die Möhren-Haftdolde wächst einzeln oder in lockeren Beständen in Getreideäckern (insbesondere Sommerweizen) sowie an Wegrändern und auf Brachland an lichtreichen, mäßig trockenen, kalkreichen, oft skelettreichen, basischen Stellen. Sie gilt als Tonzeiger. Sie kommt an Ackerrändern und in den Ackerecken vor, meist bevorzugt sie niederwüchsige bis offene Stellen. Gelegentlich tritt sie auch auf Schutthaufen auf. Sie ist namensgebende Charakterart des Verbandes Caucalidion lappulae und der Assoziation Caucalido lappulae-Adonidetum flammeae.
Die ökologischen Zeigerwerte nach Landolt et al. 2010 sind in der Schweiz: Feuchtezahl F = 1+ (trocken), Lichtzahl L = 4 (hell), Reaktionszahl R = 5 (basisch), Temperaturzahl T = 5 (sehr warm-kollin), Nährstoffzahl N = 3 (mäßig nährstoffarm bis mäßig nährstoffreich), Kontinentalitätszahl K = 3 (subozeanisch bis subkontinental).
Die Möhren-Haftdolde kam in den Kalk- und Wärmegebieten Mitteleuropas nach dem Zweiten Weltkrieg noch verbreitet vor. Seitdem ist sie stark zurückgegangen und in vielen Regionen völlig verschwunden oder auf kleine Populationen meist am Ackerrand zurückgedrängt worden. Ursache dieses Rückgangs ist die intensive Düngung der Äcker (und damit verbunden das Fehlen offener Stellen). Auch dürfte der Einsatz von Herbiziden der Möhren-Haftdolde stark zu schaffen machen.
Die Möhren-Haftdolde wird in Deutschland als „gefährdet“ mit regional stärkerer Bedrohung (Kategorie 3+) bewertet. In Österreich gilt die Varietät Caucalis platycarpos var. platycarpos als gefährdet, die Varietät Caucalis platycarpos var. muricata als vom Aussterben bedroht. In der Schweiz wird die Möhren-Haftdolde als „verletzlich“ eingestuft.

## Systematik
Die Erstveröffentlichung von Caucalis platycarpos erfolgte 1753 durch Carl von Linné in Species Plantarum, Tomus I, Seite 241. Synonyme für Caucalis platycarpos L. sind Caucalis lappula Grande und Caucalis daucoides L. non L. 1753.
Je nach Autor gibt es zwei Varietäten, die oft auch als Unterarten betrachtet werden:
- Langstachel-Haftdolde (Caucalis platycarpos L. var. platycarpos)
- Kurzstachel-Haftdolde (Caucalis platycarpos var. muricata (Godr.) V.N.Tikhom., Syn.: Caucalis platycarpos subsp. muricata (Godr.) Holub, Caucalis bischoffii Koso-Pol., Caucalis muricata Bisch. non Crantz)

## Trivialnamen
Für Württemberg ist auch der Trivialname Strigelen belegt.